# Rümelin (Familie)
Die Familie Rümelin stellt eine altwürttembergische, protestantische Familie dar, die zur sogenannten Ehrbarkeit gehört.

## Namensträger
- Alexander M. Rümelin (* 1968), Schauspieler, Filmproduzent und Autor
- Burkhart Rümelin (1916–2012), Wasserbauingenieur
- Christian Adolf Rümelin (1839–1917), Schulmann
- Emil von Rümelin (1846–1899), Oberbürgermeister von Stuttgart 1893–1899
- Ernst Gustav von Rümelin (1785–1850), württembergischer Oberamtmann, Landtagsabgeordneter
- Eugen Rümelin (1880–1947), Diplomat
- Gottlob Carl Rümelin (1807–1856), Verleger
- Gustav von Rümelin (1815–1889), Pädagoge, Statistiker und Politiker
- Gustav Friedrich Eugen Rümelin (1848–1907), Jurist und Professor
- Hugo von Rümelin (1851–1932), Bankier, Landtagsabgeordneter
- Immanuel Gottlob Rümelin (1798–1844), württembergischer Landtagsabgeordneter
- Johann Ulrich Rümelin (1582–1670), Jurist sowie Professor und Rektor an der Universität Tübingen
- Karl Gustav Rümelin (1814–1896), deutscher, später amerikanischer Politiker und Schriftsteller, Namensänderung in Reemelin
- Martin Rümelin (1586–1626), Jurist und Professor für griechische und lateinische Sprache in Tübingen
- Max von Rümelin (1861–1931), Jurist und Professor in Tübingen
- Richard Rümelin (1818–1880), Bankier
- Theodor Rümelin (Philologe) (1815–1890), Klassischer Philologe, Lehrer und Revolutionär 1848/49
- Theodor Rümelin (1877–1920), Wasserbauingenieur

Verwandtschaft mit obigen Personen nicht belegt:
- Dirk-Alexander Rümelin (* 1962), Orthopäde und Autor
- Johannes Rümelin (1583–1632), Arzt und Philosoph